# Midland Highway (Victoria)
Der Midland Highway ist eine Fernstraße im Zentrum des australischen Bundesstaates Victoria. Sie verbindet den Maroonda Highway in Mansfield mit dem Princes Highway in Geelong, wobei die Straße gegen den Uhrzeigersinn um Melbourne herumführt und damit alle wichtigen Fernstraßen kreuzt, die von Melbourne ausgehen.
Bei Mansfield gibt es noch einen 9 km Straßenabschnitt, der eine westliche Umgehung der Stadt darstellt und als Midland Link Highway bekannt ist. Er verbindet den Midland Highway mit dem Maroondah Highway 13 km westlich der Stadt.
Früher gab es noch ein kurzes Stück Midland Highway zwischen dem Princes Highway östlich von Morwell und Port Welshpool, ohne Verbindung zum Rest der Straße. In den 1980er-Jahren wurde diesem Straßenabschnitt der Highway-Status aberkannt.

## Verlauf
Der Midland Highway setzt den von Westen kommenden Maroondah Highway (B320) nach Nordwesten fort. Ab der Einmündung der Midland Link Highway (B300) führt er nach Norden zur Stadt Benalla, wo er den Hume Freeway (NM31) kreuzt. Von dort beschreibt der Midland Highway einen Bogen nach Westen, bis er Shepparton erreicht und den Goulburn Valley Highway (NA39) kreuzt. Nach West-Südwesten führt der Weg weiter bis zur Kreuzung mit dem Northern Highway (B75) in Elmore. Dort biegt die Straße nach Südwesten ab und erreicht in Bendigo den McIvor Highway (B280).
Gemeinsam mit dem Calder Highway (A79) verlässt der Midland Highway Bendigo Richtung Süden. In Harcourt zweigt er vom Calder Highway nach Südwesten ab und führt nach Ballarat. Kurz vor dieser Stadt quert er den Western Freeway (NM8), der Ballarat im Norden umgeht. Von Ballarat aus setzt der Midland Highway seinen Weg nach Südosten fort und erreicht schließlich das Stadtzentrum von Geelong, wo er auf den Princes Highway (A10) trifft und endet.

## Straßennummerierung
- vom Mansfield bis Barjarg
- Midland Link Highway
- vom Barjarg bis Benalla
- vom Benalla bis Geelong

Quelle: 

## Wichtige Kreuzungen und Anschlüsse
| Midland Highway |                                |                               | |
| Anschlüsse Richtung Süden | Entfernung nach Mansfield (km) | Entfernung nach Benalla (km)  | Anschlüsse Richtung Norden                                                                                              |
| Kreisverkehr (im Uhrzeigersinn vom Highway) Mount Buller Road nach Mount Buller; nach Whitfield; und nach Jamieson Highett Street Maroondah Highway nach Alexandra, Yea und Melbourne                                   |                                |                               | |
| Ende Midland Highway | 0                              | 63                            | Beginn Midland Highway                                                                                                  |
| Mansfield | 0                              | 63                            | Beginn Midland Highway                                                                                                  |
| weiter als | 15                             | 48                            | Alexandra, Yea, Melbourne Midland Link Highway                                                                          |
| Alexandra, Yea, Melbourne Midland Link Highway | 15                             | 48                            | Ende weiter als |
| Ende Beginn | 57,7                           | 5,3                           | Seymour, Melbourne Hume Freeway                                                                                         |
| Seymour, Melbourne Hume Freeway | 57,7                           | 5,3                           | Ende Beginn |
| Wangaratta, Wodonga, Sydney Hume Freeway | 58,2                           | 4,8                           | Wangaratta, Wodonga, Sydney Hume Freeway                                                                                |
| Yarrawonga, Tatong, Wodonga Old Hume Highway | 63                             | 0                             | Benalla |
| Benalla | 63                             | 0                             | Yarrawonga, Tatong, Wodonga Old Hume Highway                                                                            |
| Anschlüsse Richtung Osten | Entfernung nach Benalla (km)   | Entfernung nach Bendigo (km)  | Anschlüsse Richtung Westen                                                                                              |
| NORTH-EAST-EISENBAHNLINIE | 0,7                            | 182,3                         | NORTH-EAST-EISENBAHNLINIE                                                                                               |
| Cobram, Tocumwal Benalla-Tocumwal Road | 10                             | 173                           | Cobram, Tocumwal Benalla-Tocumwal Road                                                                                  |
| weiter als | 30                             | 153                           | Violet Town Dookie-Violet Town Road                                                                                     |
| Violet Town Dookie-Violet Town Road | 30                             | 153                           | zusammen mit |
| zusammen mit | 32                             | 151                           | Dookie Dookie-Nalinga Road                                                                                              |
| Dookie Dookie-Nalinga Road | 32                             | 151                           | weiter als |
| zur Brisbane, Melbourne; Tocumwal, Euroa Doyles Road | 58                             | 125                           | zur Melbourne, Brisbane; Euroa, Tocumwal Doyles Road                                                                    |
| EISENBAHNLINIE NACH TOCUMWAL | 60                             | 123                           | EISENBAHNLINIE NACH TOCUMWAL                                                                                            |
| Tocumwal, Brisbane, Nagambie, Melbourne Goulburn Valley Highway | 61                             | 122                           | Shepparton |
| Shepparton | 61                             | 122                           | Nagambie, Melbourne, Tocumwal, Brisbane Goulburn Valley Highway                                                         |
| GOULBURN RIVER | 62                             | 121                           | GOULBURN RIVER |
| Kyabram, Echuca Echuca-Mooroopna Road Murchison Mooroopna-Murchison Road | 65,5                           | 117,5                         | Mooroopna |
| Mooroopna | 65,5                           | 117,5                         | Murchison Mooroopna-Murchison Road Kyabram, Echuca Echuca-Mooroopna Road                                                |
| Echuca, Tatura Tatura-Undera Road | 78                             | 105                           | Tatura, Echuca Tatura-Undera Road                                                                                       |
| EISENBAHNLINIE TOOLAMBA-ECHUCA | 80                             | 103                           | EISENBAHNLINIE TOOLAMBA-ECHUCA                                                                                          |
| Kyabram, Rushworth Girgarre-Rushworth Road | 100                            | 83                            | Stanhope |
| Shepparton | 100                            | 83                            | Rushworth, Kyabram Girgarre-Rushworth Road                                                                              |
| weiter als | 118                            | 65                            | Heathcote, Kilmore Heathcote-Rochester Road                                                                             |
| Heathcote, Kilmore Heathcote-Rochester Road | 118                            | 65                            | zusammen mit |
| zusammen mit | 119                            | 64                            | Rochester, Echuca Heathcote-Rochester Road                                                                              |
| Rochester, Echuca Heathcote-Rochester Road | 119                            | 64                            | weiter als |
| weiter als | 136                            | 47                            | Heathcote, Kilmore, Melbourne Northern Highway                                                                          |
| Heathcote, Kilmore, Melbourne Northern Highway | 136                            | 47                            | zusammen mit |
| zusammen mit | 137                            | 46                            | Elmore |
| Rochester, Echuca Northern Highway | 137                            | 46                            | Rochester, Echuca Northern Highway                                                                                      |
| Elmore | 137                            | 46                            | weiter als |
| Rushworth, Murchison, Violet Town Bendigo-Murchison Road | 149                            | 34                            | Rushworth Bendigo-Murchison Road                                                                                        |
| EISENBAHNLINIE NACH ECHUCA | 164                            | 19                            | EISENBAHNLINIE NACH ECHUCA                                                                                              |
| Lockington, Mitiamo Bendigo-Tennyson Road | 168                            | 15                            | Lockington, Mitiamo Bendigo-Tennyson Road                                                                               |
| Strathdale Strathdale-White Hills Road | 158,4                          | 4,6                           | White Hills |
| Strathdale Strathdale-White Hills Road | 158,4                          | 4,6                           | Strathdale Strathdale-White Hills Road                                                                                  |
| Long Gully, Eaglehawk Lyons Street | 159,1                          | 3,9                           | Long Gully, Eaglehawk Lyons Street                                                                                      |
| White Hills | 159,1                          | 3,9                           | Long Gully, Eaglehawk Lyons Street                                                                                      |
| EISENBAHNLINIE NACH SWAN HILL | 180.9                          | 2.1                           | EISENBAHNLINIE NACH SWAN HILL                                                                                           |
| continues as Midland Highway | 182,3                          | 0,7                           | Heathcote, Kilmore McIvor Highway Eaglehawk, Kerang Chapel Street                                                       |
| Eaglehawk, Kerang Chapel Street Heathcote, Kilmore McIvor Highway | 182,3                          | 0,7                           | continues as McIvor Highway (Midland Highway)                                                                           |
| Anschlüsse Richtung Norden | Entfernung nach Bendigo (km)   | Entfernung nach Ballarat (km) | Anschlüsse Richtung Süden                                                                                               |
| Kennington, Strathfieldsaye Mitchell Street (Bendigo-Redesdale Road) | 0                              | 120                           | Bendigo |
| Bendigo | 0                              | 120                           | Kennington, Strathfieldsaye Mitchell Street (Bendigo-Redesdale Road)                                                    |
| weiter als McIvor Highway (Midland Highway) | 1                              | 119                           | Quarry Hill, Flora Hill Myrtle Street zur Eaglehawk, Kerang; Marong, Mildura Calder Highway                             |
| zur Eaglehawk, Kerang; Marong, Mildura Calder Highway Quarry Hill, Flora Hill Myrtle Street | 1                              | 119                           | weiter als Calder Highway (Midland Highway)                                                                             |
| Long Gully, Eaglehawk Golden Square-Long Gully Road Quarry Hill, Strathdale Golden Square-Quarry Hill Road | 3,6                            | 116,4                         | Quarry Hill Golden Square-Quarry Hill Road Long Gully Golden Square-Long Gully Road                                     |
| Maryborough Bendigo-Maryborough Road | 6                              | 114                           | Kangaroo Flat |
| Kangaroo Flat | 6                              | 114                           | Maryborough Bendigo-Maryborough Road                                                                                    |
| Mildura über Bypass Calder Alternative Highway | 16                             | 104                           | Mildura über Bypass Calder Alternative Highway                                                                          |
| Calder Highway (Midland Highway) weiter vom Calder Freeway | 25                             | 95                            | Harcourt, Elphinstone, Taradale Old Calder Highway Maldon Fogartys Gap Road                                             |
| Calder Highway (Midland Highway) weiter vom Calder Freeway | 25                             | 95                            | weiter als Calder Freeway nach Castlemaine                                                                              |
| weiter als Calder Freeway nach Bendigo | 30                             | 90                            | Midland Highway weiter vom Calder Freeway                                                                               |
| Harcourt Old Calder Highway Melbourne Calder Freeway | 30                             | 90                            | Midland Highway weiter vom Calder Freeway                                                                               |
| EISENBAHNLINIE NACH BENDIGO | 36                             | 84                            | EISENBAHNLINIE NACH BENDIGO                                                                                             |
| weiter als | 38,5                           | 81,5                          | Castlemaine |
| Kyneton, Melbourne über Freeway Pyrenees Highway | 38,5                           | 81,5                          | Kyneton, Melbourne über Freeway Pyrenees Highway                                                                        |
| Castlemaine | 38,5                           | 81,5                          | duplexes with |
| EISENBAHNLINIE NACH BENDIGO | 39                             | 81                            | EISENBAHNLINIE NACH BENDIGO                                                                                             |
| duplexes with | 39,8                           | 80,2                          | Newstead, Maldon, Maryborough Pyrenees Highway                                                                          |
| Newstead, Maldon, Maryborough, Ararat Pyrenees Highway | 39,8                           | 80,2                          | weiter als |
| VICTORIAN-GOLDFIELDS-TOURISTENEISENBAHNLINIE | 39,9                           | 80,1                          | VICTORIAN-GOLDFIELDS-TOURISTENEISENBAHNLINIE                                                                            |
| Campbells Creek | 42                             | 78                            | Campbells Creek |
| EISENBAHNLINIE NACH MOOLORT | 49                             | 71                            | EISENBAHNLINIE NACH MOOLORT                                                                                             |
| Guildford | 50                             | 70                            | Guildford |
| Newstead, Maldon Daylesford-Newstead Road | 62                             | 58                            | Newstead Daylesford-Newstead Road                                                                                       |
| Glenlyon, Malmsbury, Taradale Daylesford-Malmsbury Road | 73                             | 47                            | Glenlyon, Malmsbury Daylesford-Malmsbury Road                                                                           |
| Trentham, Woodend Daylesford-Trentham Road | 74                             | 46                            | Trentham, Woodend Daylesford-Trentham Road                                                                              |
| Hepburn Springs Hepburn Springs Road Melbourne via Freeway; Ballan, Anakie Ballan-Daylesford Road | 75                             | 45                            | Daylesford |
| Daylesford | 75                             | 45                            | Melbourne über Freeway; Ballan, Anakie, Geelong über Bypass Ballan-Daylesford Road Hepburn Springs Hepburn Springs Road |
| Ballarat Daylesford-Ballarat Road | 93                             | 27                            | Newlyn |
| Newlyn | 93                             | 27                            | Ballarat über Dean Daylesford-Ballarat Road                                                                             |
| weiter als | 101,8                          | 18,2                          | zur Newstead; Clunes, Maryborough Clunes-Creswick Road                                                                  |
| zur Newstead; Clunes, Maryborough Clunes-Creswick Road | 101,8                          | 18,2                          | zusammen mit |
| Creswick | 102,3                          | 17,7                          | Creswick |
| zusammen mit | 102,7                          | 17,3                          | Melbourne über Freeway; Bungaree, Wallace Bungaree-Creswick Road                                                        |
| Bungaree, Wallace Bungaree-Creswick Road | 102,7                          | 17,3                          | weiter als |
| EISENBAHNLINIE NACH MILDURA | 109,3                          | 10,7                          | EISENBAHNLINIE NACH MILDURA                                                                                             |
| Melbourne Western Freeway | 114,9                          | 5,1                           | Melbourne Western Freeway                                                                                               |
| zur Avoca, Mildura; Ararat, Horsham, Adelaide Western Freeway | 115,4                          | 4,6                           | zur Avoca, Mildura; Ararat, Horsham, Adelaide Western Freeway                                                           |
| Wendouree, Clunes Howitt Street | 116,9                          | 3,1                           | Wendouree, Clunes Howitt Street                                                                                         |
| EISENBAHNLINIE NACH ARARAT | 118,1                          | 1,9                           | EISENBAHNLINIE NACH ARARAT                                                                                              |
| Lake Wendouree Drummond Street North via Macarthur Street | 118,6                          | 1,4                           | Lake Wendouree, Bypass Drummond Street North via Macarthur Street                                                       |
| Ararat, Melbourne Sturt Street (Ballarat-Burrumbeet Road) | 120                            | 0                             | Ballarat |
| Ballarat | 120                            | 0                             | Melbourne, Ararat Sturt Street (Ballarat-Burrumbeet Road)                                                               |
| Anschlüsse Richtung Norden | Entfernung nach Ballarat (km)  | Entfernung nach Geelong (km)  | Anschlüsse Richtung Süden                                                                                               |
| Newington, Carngham Ballarat-Carngham Road | 1,9                            | 86,1                          | zur ; Newington, Carngham Ballarat-Carngham Road                                                                        |
| zur Carngham; Lake Wendouree, Bypass Drummond Street South | 2,2                            | 85,8                          | Rechtsabbiegen in die nicht gestattet.                                                                                  |
| Hamilton, Mount Gambier Glenelg Highway | 3,3                            | 84,7                          | Hamilton, Mount Gambier Glenelg Highway                                                                                 |
| Sebastopol | 4,8                            | 83,2                          | Sebastopol |
| Cressy, Colac Colac-Ballarat Road | 7,5                            | 80,5                          | Cressy, Colac Colac-Ballarat Road                                                                                       |
| Ballarat über Mount Clear Ballarat-Buninyong Road | 13                             | 75                            | Buninyong |
| Buninyong | 13                             | 75                            | Ballarat Ballarat-Buninyong Road                                                                                        |
| EISENBAHNLINIE GEELONG-BALLARAT | 34                             | 54                            | EISENBAHNLINIE GEELONG-BALLARAT                                                                                         |
| Meredith | 43                             | 45                            | Meredith |
| Lethbridge | 58                             | 30                            | Lethbridge |
| Bannockburn, Shelford Shelford-Bannockburn Road | 69                             | 19                            | Bannockburn, Shelford Shelford-Bannockburn Road                                                                         |
| WESTERN-STANDARD-GAUGE-EISENBAHNLINIE / EISENBAHNLINIE GEELONG-BALLARAT | 73,5                           | 14,5                          | WESTERN-STANDARD-GAUGE-EISENBAHNLINIE / EISENBAHNLINIE GEELONG-BALLARAT                                                 |
| Geelong über Fyansford, Ceres, Moriac Fyansford-Gheringhap Road | 74,3                           | 13,7                          | Ceres, Moriac Fyansford-Gheringhap Road                                                                                 |
| Batesford | 78                             | 10                            | Batesford |
| zur Maude, Steiglitz; Anakie, Ballan, Daylesford über Bypass Geelong-Ballan Road | 80,6                           | 7,4                           | zur Maude, Steiglitz; Anakie, Ballan Geelong-Ballan Road                                                                |
| Melbourne Geelong Ring Road (Princes Freeway) | 82,1                           | 5,9                           | Melbourne Geelong Ring Road (Princes Freeway)                                                                           |
| zur Torquay, Anglesea; Colac Geelong Ring Road (Princes Freeway) | 82,4                           | 5,6                           | zur Torquay, Anglesea; Colac Geelong Ring Road (Princes Freeway)                                                        |
| Fyansford, Corio Anakie Road | 83,8                           | 4,2                           | Corio, Fyansford Anakie Road                                                                                            |
| Belmont, Ceres Shannon Avenue Corio Thompson Road | 85,2                           | 2,8                           | Corio Thompson Road Belmont, Ceres Shannon Avenue                                                                       |
| EISENBAHNLINIE NACH GEELONG | 86,4                           | 1,6                           | EISENBAHNLINIE NACH GEELONG                                                                                             |
| Beginn Midland Highway | 86,8                           | 1,2                           | Ende Midland Highway |
| Ampelkreuzung (im Uhrzeigersinn vom Highway aus) Kerra Street (Princes Highway) zum Stadtzentrum von Geelong, nach Portarlington und Queenscliff Melbourne Road (Princes Highway) nach Corio und Melbourne über Freeway |                                |                               | |

## Quelle
- Steve Parish: Australian Touring Atlas. Steve Parish Publishing. Archerfield QLD 2007. ISBN 978-1-74193-232-4. S. 45, 47, 48